# Иън Бърджис
Иън Бърджис на английски: Ian Burgess) е британски пилот от Формула 1. Роден е на 6 юли 1930 година в Лондон, Великобритания.

## Формула 1
Дебютира във Формула 1 в Голямата награда на Великобритания през 1958 година. В световния шампионат записва 20 състезания като не успява да се класира в зоната на точките, състезава се с частен Купър и за отборите на Скудерия Чентро Сюд, Скудерия Чентро Сюд и Скироко.